# Neotheronia excisa
Neotheronia excisa är en stekelart som beskrevs av Krieger 1905. Neotheronia excisa ingår i släktet Neotheronia och familjen brokparasitsteklar. Inga underarter finns listade i Catalogue of Life.